# Cesare Di Pietro
Cesare Di Pietro (* 12. března 1964, Messina) je italský římskokatolický duchovní a biskup.

## Život
Narodil se 12. března 1964 v Messině.
Studoval právo na univerzitě v Messině. Vstoupil do arcibiskupského semináře a teologické vzdělání získal na Teologickém institutu svatého Tomáše. Dne 25. října 1997 byl arcibiskupem Giovanni Marrou vysvěcen na kněze a inkardinován do arcidiecéze Messina-Lipari-Santa Lucia del Mela. Na Papežské univerzitě Gregoriana získal doktorát z církevní historie.
Od roku 1999 byl sekretářem arcibiskupa. Roku 2005 se stal úředníkem Kongregace pro biskupy a knězem ve farnosti svatého Pia V. v Římě. O pět let později se vrátil do rodného města, kde byl ustanoven rektorem semináře. V letech 2014–2017 zastával funkci ředitele Vyššího institutu náboženských studií v Messině. Dne 15. srpna 2017 byl jmenován generálním vikářem arcidiecéze.
Dne 28. května 2018 jej papež František jmenoval pomocným biskupem arcidiecéze Messina-Lipari-Santa Lucia del Mela a titulárním biskupem z Nicopolis ad Iaternum. Biskupské svěcení přijal 2. července z rukou arcibiskupa Giovanni Accolly a spolusvětiteli byli kardinál Francesco Montenegro a arcibiskup Vittorio Luigi Mondello.